# Dialektyka oświecenia
Dialektyka oświecenia. Fragmenty filozoficzne (niem. Dialektik der Aufklärung. Philosophische Fragmente) – książka filozoficzna Theodora Wiesengrunda Adorna i Maksa Horkheimera powstała w latach 1939-44, wydana w formie książkowej w 1947. Została zadedykowana Friedrichowi Pollockowi, przyjacielowi obu autorów z pierwszego okresu frankfurckiego, i zamierzona jako prezent z okazji 50. rocznicy jego urodzin (22 maja 1944) jeszcze wówczas pod tytułem Philosophische Fragmente. Nazwana przez Marka Siemka kultową księgą rewolty studenckiej, Nowej Lewicy i alternatywnych ruchów społecznych oraz biblią zachodnich ruchów kontestacyjnych z lat sześćdziesiątych i siedemdziesiątych.
Na książkę składa się sześć rozdziałów z przedmową:
1. Pojęcie oświecenia (Begriff der Aufklärung)
2. Dygresja I: Odyseusz albo mit oświecenia (Exkurs I. Odysseus oder Mythos und Aufklärung)
3. Dygresja II: Julia albo oświecenie i moralność (Exkurs II. Juliette oder Aufklärung und Moral)
4. Przemysł kulturalny. Oświecenie jako masowe oszczerstwo (Kulturindustrie. Aufklärung als Massenbetrug)
5. Żywioły antysemityzmu. Granice oświecenia (Elemente des Antisemitismus. Grenzen der Aufklärung)
6. Notatki i szkice (Aufzeichnungen und Entwürfe)